# Leopold V van Oostenrijk
Leopold V van Oostenrijk, ook bekend als Leopold de Deugdzame (circa 1157 - Graz, 31 december 1194), was vanaf 1177 hertog van Oostenrijk en vanaf 1192 hertog van Stiermarken.

## Levensloop
Leopold was de zoon van markgraaf Hendrik II van Oostenrijk en de Byzantijnse prinses Theodora Komnena, een nicht van de Byzantijnse keizer Manuel I Komnenos. Een jaar voor de geboorte van Leopold werd het markgraafschap Oostenrijk verheven tot hertogdom.
In januari 1177 volgde Leopold zijn vader op als hertog van Oostenrijk. Kort daarna gaf hij steun aan hertog Frederik van Bohemen in het conflict met diens neef Soběslav II. De komende twee jaar was Leopold bij dit conflict betrokken, tot in 1179 met de hulp van keizer Frederik I Barbarossa vrede werd gesloten. In 1182 vertrok Leopold op een pelgrimstocht naar het Heilige Land.
Na zijn terugkeer begon hij met de kinderloze hertog Ottokar IV van Stiermarken te onderhandelen over wie het hertogdom Stiermarken mocht erven. In augustus 1186 sloten de twee een akkoord. In dit akkoord stond dat het hertogdom Stiermarken na de dood van Ottokar IV in handen zou vallen van Leopold. Na de dood van Ottokar in 1192, werd Leopold in 1193 door keizer Hendrik VI officieel benoemd tot hertog van Stiermarken.
Aanvankelijk nam Leopold in 1189 niet deel aan de Derde Kruistocht wegens een grensconflict met Hongarije. Toen hij in 1190 te weten kwam dat keizer Frederik I Barbarossa tijdens de kruistocht was verdronken, besloot hij via Venetië over zee toch naar het Heilige Land te trekken. Door de stormen tijdens de herfst moest hij echter enkele maanden in de havenstad Zadar blijven en begin 1191 kwam hij aan om deel te nemen aan het Beleg van Akko. Toen de aanvoerder van de Duitse troepen, hertog Frederik VI van Zwaben, was overleden, werd Leopold benoemd tot de nieuwe aanvoerder. Naar verluidt was zijn witte tuniek na de strijd vol met bloed. Toen hij zijn riem afdeed, zou er op die plaats een witte streep zichtbaar geweest zijn. Hij kreeg de toestemming van keizer Hendrik VI om deze kleuren te gebruiken op zijn banier. Deze banier was de voorloper van de huidige vlag van Oostenrijk.
Nadat de troepen van koningen Richard I van Engeland en Filips II van Frankrijk arriveerden, veroverden de kruisvaarders in juli 1191 Akko. Richard weigerde echter de Oostenrijkse banier in de stad Akko op te hangen, waarna Leopold in december 1191 teleurgesteld terugkeerde naar Oostenrijk. In april 1192 werd zijn neef Koenraad van Monferrato, die kort daarvoor uitgeroepen werd tot koning van Jeruzalem, vermoord. Leopold vermoedde dat de moord in opdracht van Richard was gebeurd en kwam samen met Filips II van Frankrijk overeen om Richard gevangen te nemen. Toen Richard in oktober 1192 het Heilige Land verliet, werd hij naar Wenen gelokt doordat de Franse havens werden afgesloten. In Wenen werd Richard gearresteerd, waarna hij opgesloten werd in het kasteel van Dürnstein en in april 1193 moest hij op verdenking van de moord op Koenraad verschijnen voor keizer Hendrik VI. Nadat Engeland 35.000 kilogram zilver als losgeld had betaald, werd Richard eind 1193 vrijgelaten en mocht hij terugkeren naar Engeland. Leopold zou dit losgeld gebruiken om stadsmuren rond Wenen te bouwen, steden op te richten en een munt op te richten. Wegens het gevangennemen van Richard, werd hij echter geëxcommuniceerd door paus Celestinus III, die Richard beschouwde als een trouwe kruisvaarder.
Nadat Leopold door de paus absolutie kreeg, plande hij een nieuwe kruistocht. Deze plannen gingen niet meer door. Tijdens een riddertoernooi in Graz werd Leopolds voet geplet toen zijn paard op hem viel. Zijn voet moest geamputeerd worden, maar de wonde werd slecht verzorgd en Leopold kreeg gangreen. Nadat hij door bisschop Adalbert van Salzburg de laatste sacramenten had ontvangen, bezweek hij aan de ziekte. Hij werd begraven in de abdij Stift Heiligenkreuz.
Op Pinksteren 1174 huwde hij met Helena van Hongarije, dochter van koning Géza II. Samen kregen ze twee zonen:
- Frederik I (1175-1198), hertog van Oostenrijk
- Leopold VI (1176-1230), hertog van Oostenrijk